# Het Chinese lakscherm
Het Chinese lakscherm is een misdaadroman uit 1958 van Robert van Gulik. Het boek behoort tot zijn Rechter Tie-serie. De verhalen uit deze serie spelen in de zevende eeuw na Christus.

## Verhaal
Rechter Tie, in gezelschap van zijn trouwe assistent Tsjiao-Tai, geniet een paar dagen vakantie in een ander district. Zijn collega-magistraat aldaar heeft literaire aspiraties, waarmee Tie hem complimenteert.
Ondanks zijn vakantie is Tie al spoedig verwikkeld in de vermeende zelfmoord van een zijdehandelaar, de zwendel van een bankier en een moord op de echtgenote van zijn collega-magistraat. Al speurende papt hij hiervoor aan met een kreupele misdadiger, logeert bij het plaatselijke bedelaarsgilde en vertoeft in een duur bordeel. De ontknoping biedt een verraderlijke dubbele bodem met literair motief.

## Vormgeving
De Chinese staatsman Tie-Jen-Tsjiè is een historische figuur, die van 630 tot 700 leefde. Hij stond bij zijn volk bekend als een scherpzinnig speurder, en leeft als zodanig in talloze vertellingen voort. De sinoloog Robert van Gulik heeft dit gegeven als basis voor zijn Rechter Tie-serie gebruikt.
Ook bij Het Chinese lakscherm heeft Van Gulik zijn fictieve plot in de Chinese samenleving van Tie's tijd gebed. Een van de aspecten daarvan is, dat er in een Rechter Tie-mysterie niet op een mensenleven meer of minder wordt gekeken. De Chinese wet uit die tijd voorziet in een variëteit aan doodstraffen – ook in dit verhaal.
Maar het sleutelkenmerk van alle Rechter Tie-mysteries is, dat Van Gulik zijn lezers volledig laat delen in de wiskundige precisie waarmee hij Rechter Tie zijn complexe plotten laat oplossen. De illustraties in Chinese stijl, van Van Gulik zelf, mogen hierbij niet onvermeld blijven.